# Рейнвальд, Вильгельм Фридрих Герман
Вильгельм Фридрих Герман Рейнвальд (нем. Wilhelm Friedrich Hermann Reinwald; 11 августа 1737, Вазунген — 6 августа 1815, Майнинген) — немецкий библиотекарь и лингвист, зять Фридриха Шиллера.

## Биография
Вильгельм Фридрих Герман Рейнвальд родился 11 августа 1737 года в семье советника правительства Вазунгена и Майнингена Иоганна Эрнста Рейнвальда. После того, как его отец рано умер, а мать потеряла всё своё состояние в результате разграбления в начале Семилетней войны, однако герцог Антон Ульрих принял семью. Сначала Вильгельм Рейнвальд получил домашнее образование, затем учился в гимназии Майнингена, а затем изучал право с 1753 по 1756 год в Йене. 
После смерти своей матери в 1758 году он жил у близкого родственника в Готе, где он брал уроки музыки у Йиржи Антонина Бенды и поддерживал тесный контакт с теологом и поэтом Якобом Фридрихом Шмидтом.
Его покровитель герцог Антон Ульрих был отправлен на кроткое время в Вену в качестве тайного канцлера в 1762 году, но после смерти Антона Ульриха Рейнвальд был вынужден вернуться в Майнинген по приказу регентши Шарлотты Амалии и работать на низкооплачиваемой должности. Положение Рейнвальда улучшилось только с приходом нового герцога Карла, который в 1776 году доверил ему управление герцогскими сокровищами искусства и литературы - деятельностью, которой он занимался более сорока лет. В 1784 году Вильгельм Рейнвальд был назначен герцогом Майнингенским, а два года спустя он женился на Элизабет Кристофине Фридерике Шиллер (1757—1847), старшей сестре Фридриха Шиллера, но это не изменило его всё ещё довольно скудного в финансовом отношении положения.
Благодаря многочисленным публикациям, например в Всеобщей немецкой библиотеке Кристофа Фридриха Николаи и в библиотеке изящных наук Христиана Феликса Вайса, Рейнвальд стремился улучшить своё финансовое положение. Шиллер опубликовал в своих трудах статью Вильгельма Рейнвальда под названием "Пороховой заговор Англии в 1605 году, третий период правления Якова I". Наряду с этим Рейнвальд с раннего возраста пробовал себя в качестве поэта, публикуясь в различных публикациях, в том числе в "Талии" Шиллера в 1787 году, Альманахе муз Шиллера в 1796 году и в "Нижнем Рейне" в мягкой обложке в 1806 году. В 1802 году он был назначен первым библиотекарем в Майнингене и только в 1805 году он стал придворным советником, что, наконец обеспечило ему финансовую безопасность.
Вильгельм Фридрих Герман Рейнвальд умер 6 августа 1815 года в возрасте 77 лет в Майнингене.

## Семья
В браке Вильгельм Фридрих Герман Рейнвальд и Кристофина Шиллер не имели детей.